# Певчие птицы
Пе́вчие пти́цы — птицы (главным образом воробьиные и воробьинообразные, но не только), чей голосовой орган способен издавать мелодичные последовательности звуков, воспринимаемые человеком за песни, отсюда и название. Всего на планете обитает свыше 5 тысяч видов певчих птиц. По имеющимся данным орнитологических исследований, певчие птицы впервые появились в Гондване около 50 млн лет назад в процессе эволюции, после чего распространились по всему свету, кроме Арктики и Антарктики (певчие попугаеобразные, такие как певчий попугай, в естественной среде обитают в тропических широтах). Певчие и говорящие птицы были одомашнены человеком и с глубокой древности содержатся в неволе, но как показывают результаты наблюдений, в неволе они менее склонны к пению, нежели их сородичи в своей естественной среде обитания. Современные певчие птицы главным образом насекомоядные и травоядные, но встречаются и крупные плотоядные хищники, типа певчего ястреба.